# Varga József (plébános)
Varga József (Mihályi, 1853. március 31. – Nagysalló, 1916. november 28.) római katolikus plébános.

## Életútja
A gimnáziumot elvégezvén, a teológiát Esztergomban hallgatta. 1877. július 1-én fölszenteltetett. Segédlelkész volt Budapest-Tabánban, majd ugyanaz a várban. Ezután mint esperes-plébános működött Nagysallón (Bars megye).
Cikkei az István bácsi Naptárában (1877. Szent Cziczelle vértanú élete, 1878. Hit és boldogság).

## Művei
- A kulturharcz áldozata vagy egy bezárt s számkivetett pap viszontagságai. Katholikusok számára németből magyarítá. Eger, 1876. (Zibrinyi Gyulával).
- Strauss Dávid Frigyes. Életkép s irodalmi tanulmány. Hettinger Ferencz után Triasz. Uo. 1876. (Kramerrel és Zibrinyivel).
- A kath. népek jövője. Írta báró Hauleville. Magyarítá... Esztergom, 1877. (Zibrinyivel).